# 普萊森特普萊恩斯鎮區 (密歇根州)
普萊森特普萊恩斯鎮區（英語：Pleasant Plains Township）是位於美國密歇根州萊克縣的一個行政鎮區。

## 地方資料
普萊森特普萊恩斯鎮區的面積為91.40平方千米，當中陸地面積為89.90平方千米，而水域面積為1.50平方千米。根據2020年美國人口普查的數據，當地共有人口1603人，而人口密度為每平方千米17.54人。